# Вільямстаун (переписна місцевість, Массачусетс)
Вільямстаун (англ. Williamstown) — переписна місцевість (CDP) в США, в окрузі Беркшир штату Массачусетс. Населення — 4308 осіб (2020).

## Географія
Вільямстаун розташований за координатами 42°42′32″ пн. ш. 73°12′5″ зх. д. / 42.70889° пн. ш. 73.20139° зх. д. (42.708799, -73.201449).  За даними Бюро перепису населення США в 2010 році переписна місцевість мала площу 8,88 км², з яких 8,79 км² — суходіл та 0,08 км² — водойми.

## Демографія
Згідно з переписом 2010 року, у переписній місцевості мешкало 4325 осіб у 1246 домогосподарствах у складі 633 родин. Густота населення становила 487 осіб/км².  Було 1550 помешкань (175/км²).
Расовий склад населення:
| - 83,1 % — білих - 7,5 % — азіатів - 4,4 % — чорних або афроамериканців - 0,1 % — вихідців з тихоокеанських островів - 0,1 % — корінних американців |

До двох чи більше рас належало 4,1 %. Частка іспаномовних становила 5,3 % від усіх жителів.
За віковим діапазоном населення розподілялося таким чином: 9,4 % — особи молодші 18 років, 75,2 % — особи у віці 18—64 років, 15,4 % — особи у віці 65 років та старші. Медіана віку мешканця становила 22,3 року. На 100 осіб жіночої статі у переписній місцевості припадало 89,4 чоловіків;  на 100 жінок у віці від 18 років та старших — 88,2 чоловіків також старших 18 років.
Середній дохід на одне домашнє господарство  становив 100 624 долари США (медіана — 73 667), а середній дохід на одну сім'ю — 143 436 доларів (медіана — 103 750). Медіана доходів становила 75 156 доларів для чоловіків та 42 989 доларів для жінок. За межею бідності перебувало 10,4 % осіб, у тому числі 11,7 % дітей у віці до 18 років та 8,0 % осіб у віці 65 років та старших.
Цивільне працевлаштоване населення становило 1998 осіб. Основні галузі зайнятості: освіта, охорона здоров'я та соціальна допомога — 56,4 %, мистецтво, розваги та відпочинок — 16,4 %, науковці, спеціалісти, менеджери — 11,9 %.